# Videocitofono

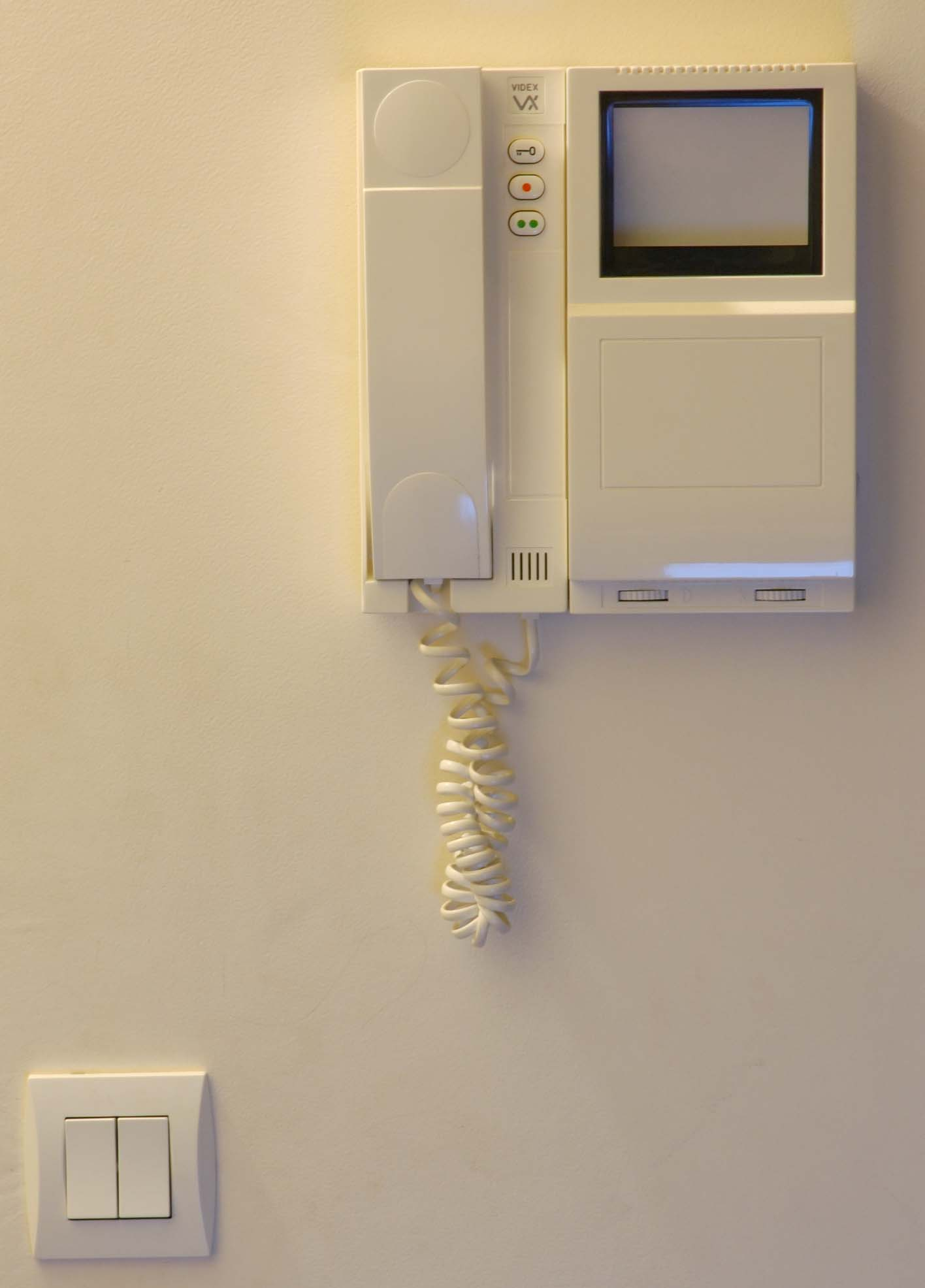
Videocitofono

Il videocitofono è un impianto citofonico in cui è integrato un sistema di monitoraggio video.

## Descrizione e funzionamento
Ogni unità interna è dotata di un monitor B/N o colore su cui è visibile l'immagine ripresa dalla telecamera. Nei modelli con monitor a tubo catodico, allo scopo di limitare lo spessore del dispositivo viene utilizzato uno schermo in cui la superficie fluorescente ha profilo semiparabolico ed il pennello elettronico giunge lateralmente, colpendo la superficie dallo stesso lato da cui l'immagine è visualizzata. Nei modelli recenti, a questo tipo di monitor viene solitamente preferito un display LCD.
L'unità esterna, oltre alla pulsantiera e alla sezione audio comprendente il microfono e l'altoparlante, include anche una telecamera in bianco e nero o a colori. Vicino alla telecamera sono presenti alcuni LED a raggi infrarossi (a cui la telecamera B/N è sensibile) per illuminare la scena e consentire la visione della scena con qualunque condizione di luce ci sia all'esterno.
Il sistema video si attiva solo nel momento in cui un utente preme un pulsante di chiamata, e si disattiva dopo un tempo prefissato. Per ovvi motivi di privacy, l'immagine è visibile solamente nell'unità interna dell'interno chiamato.